# Tualapi
En tualapi er et fiktivt væsen i Philip Pullmans trilogi om Det gyldne kompas. 
Tualapierne er den eneste kendte fjende til mulefaerne. De ødelægger mulefaernes landsbyer og er årsag til tab af mange af deres frø-bælg. De beskrives som store hvide fugle, hvis vinger kan ligne sejl fra skibe på lang afstand. Tualapierne er næsten altid i grupper. Fader Gomez, et menneske fra Lyras verden, som er kommet ind i mulefaernes verden er i stand til at stå imod et tualapi-angreb ved at have dræbt en af dem med en riffel. 
Men mulefaerne har intet forsvar mod tualapierne: kun at trække sig tilbage og gemme sig under deres angreb. Tualapiernes angreb resulterer ofte i total destruktion af mulefaernes levesteder og kan koste mulefaerne dyrt. Ligesom de fleste andre væsener fra mulefaernes verden, er deres lemmer er i anden sitaution end dyrene i vores verden, med et enkelt led (i tualapiernes tilfælde, en vinge) på forsiden, et par (ben) på midten og et enkelt led (igen i tualapiernes tilfælde, en vinge) på bagsiden. 